# Ojnareskogen
Ojnareskogen ist ein Waldgebiet im Kirchspiel (schwedisch socken) Bunge im Norden der schwedischen Insel Gotland.
Ojnareskogen ist ein Wasserschutzgebiet und hat Schlüsselbiotope, liegt zwischen zwei Natura-2000-Gebieten, und wird als sogenanntes Reichsinteresse (schwedisch riksinteresse) für den Naturschutz definiert, außerdem als Reichsinteresse für Tourismus und Freizeit, und ist als Nationalpark vorgeschlagen worden.
Hier befinden sich etliche auf der roten Liste stehende gefährdete Arten, von denen viele endemisch sind, also nur dort vorkommen. Unter den bedrohten, innerhalb von Schweden endemischen Arten gehört Pilosella Dichotoma (schwedisch Gaffelfibbla), die nur auf Gotland und Öland wächst und als stark gefährdet (EN) gilt. Andere auf der roten Liste stehende Arten bzw. Unterarten sind Gotland-Ringelnatter, Steinadler, Seeadler, Ziegenmelker, Wiesenweihe und die Flechte Psora testacea (schwedisch falsk guldskivlav).
Ojnareskogen erhielt viel Aufmerksamkeit, als es im Sommer und Herbst 2012 wegen der geplanten und begonnenen Exploration für das Anlegen eines Kalksteinbruchs zu massiven Protesten kam.

## Nationalpark
In dem Ausführungsplan für die Nationalparks für die Jahre 2009–2013 wird dieser Wald im Zusammenhang mit der geplanten priorisierten Einrichtung des Nationalparks Bästeträsk aufgeführt.

## Kalkabbau
Die Kalkfirma Nordkalk begann im August 2012 mit dem Abholzen des Waldes, um Platz für den neuen Steinbruch zum Kalkabbau zu schaffen. Dieser sollte 170 ha groß und 25 m tief werden. Diese Vorgänge gewannen sofort die Aufmerksamkeit der Umweltbewegung und der Medien, da das Gebiet als ökologisch sehr sensibel eingestuft wurde. Dies ist zum großen Teil darauf zurückzuführen, dass das Gebiet des geplanten Kalkabbaus zwischen den beiden sogenannten Natura-2000-Gebieten Bräntings und Bästeträsk liegt, wo viele vom Aussterben bedrohte Tier- und Pflanzenarten leben. Der geplante Kalkabbau befindet sich auch direkt neben dem Zuflussgebiet zum Bästeträsk, Gotlands größtem See, der auch als Trinkwasserreservoir für das nördliche Gotland dient. Das gesamte Gebiet ist dafür vorgeschlagen, ein Nationalpark zu werden, falls der geplante Kalkabbau das nicht verhindert.
Die Holzgesellschaft Mellanskog, die im Auftrag von Nordkalk den Wald abholzte, beschloss am 1. September 2012, die Arbeit abzubrechen, bis das oberste Gericht den Fall behandelt hat. Dieses teilte am 1. Oktober 2012 mit, dass es eine partielle Prüfung des Falls angenommen habe.

## Rechtliche Prüfung
Nordkalk hat seit 2005 daraufhin gearbeitet, die Erlaubnis zu erhalten, in dem Gebiet Kalk abzubauen.
Das Umweltgericht sagte 2012 „ja“ und hob damit den Beschluss des Land- und Umweltgerichts von 2011 bezüglich dieser Erlaubnis auf. Danach begann die Abholzung.
Die Umweltverbände Svenska Naturskyddsföreningen, Svenska Botaniska Föreningen und Föreningen Bevara Ojnareskogen haben gegen diese Entscheidung beim höchsten schwedischen Gericht, dem Högsta domstolen Revision eingelegt, weil sie meinen, dass dieser Beschluss Europarecht beim Streben nach der Erhaltung von Arten und deren Lebensräumen bricht. Auch die Naturschutzbehörde (Naturvårdsverket) hat gegen den Beschluss des Land- und Umweltgerichts geklagt.

### Zeitlicher Ablauf
- Im Dezember 2005 gibt das Umweltgericht Erlaubnis für Probegrabungen (schwedisch provbrotten).
- Im Dezember 2008 untersucht das Umweltgericht den Nordkalks Antrag für das ganze Projekt
- Im Oktober 2009 akzeptiert das Umweltgericht Nordkalks Klage und beschließt die Zulässigkeit.
- Im Dezember 2010 kritisiert der Justizombudsmann (schwedisch Justitieombudsmannen)

die SGU, weil sie eine doppelte Rolle in dem Vorgang gespielt hat, einerseits als Kontrollbehörde, andererseits als Beratungsorganisation für Nordkalk.
- Im Dezember 2010 schreibt die Naturskyddsföreningen Gotland zusammen mit vielen anderen an die EU.
- Im November 2011 beschließt das Umweltgericht, dass keine Vorschriften dagegen sprechen, dass Nordkalk die Erlaubnis erhält[5][6]
- Im November 2011 bestätigte das Höchste Gericht (schwedisch Högsta domstolen), dass der Beschluss des Justitieombudsmanns auf Fehler der SGU deutet, aber hebt den Beschluss, dass Nordkalk dort einen Steinbruch errichten darf, trotzdem nicht auf.
- Im Juli 2012 beschließt das Land- und Umweltgericht (schwedisch Mark- och mijööverdomstolen), dass die Vorschriften für den Kalkabbau eingehalten werden und erteilt damit Nordkalk die Erlaubnis.
- Im Sommer 2012 klagen verschiedene staatliche Stellen und Vereinigungen dagegen beim obersten Gericht (Högsta domstolen).
- Im Juli 2012 schlagen Angehörige der Umweltorganisation Fältbiologerna im Wald ein Lager auf dem Gelände des schwedischen Umweltamts Naturvårdsverket auf.
- Im Sommer 2012 weist das höchste Gericht (Högsta domstolen) alle Bestrebungen auf Aufschub (Hemmung) ab und im August beginnen die Abholzungen.
- Im August 2012 blockieren die Lokalbevölkerung und Umweltaktivisten Mellanskogs Maschinen. Gotlands größter Polizeieinsatz aller Zeiten wird am 28. August 2012 eingeleitet.
- Im September 2012 unterbricht Mellanskog die Holzfällarbeiten und die gotländische Regionalregierung erteilt Nordkalk eine einstweilige Verfügung.
- Im Oktober 2012 beschließt das höchste Gericht eine Hemmung (schwedisch inhibition)[7] und begann eine partielle Überprüfung des Falls[8].

## Proteste gegen die Abholzung

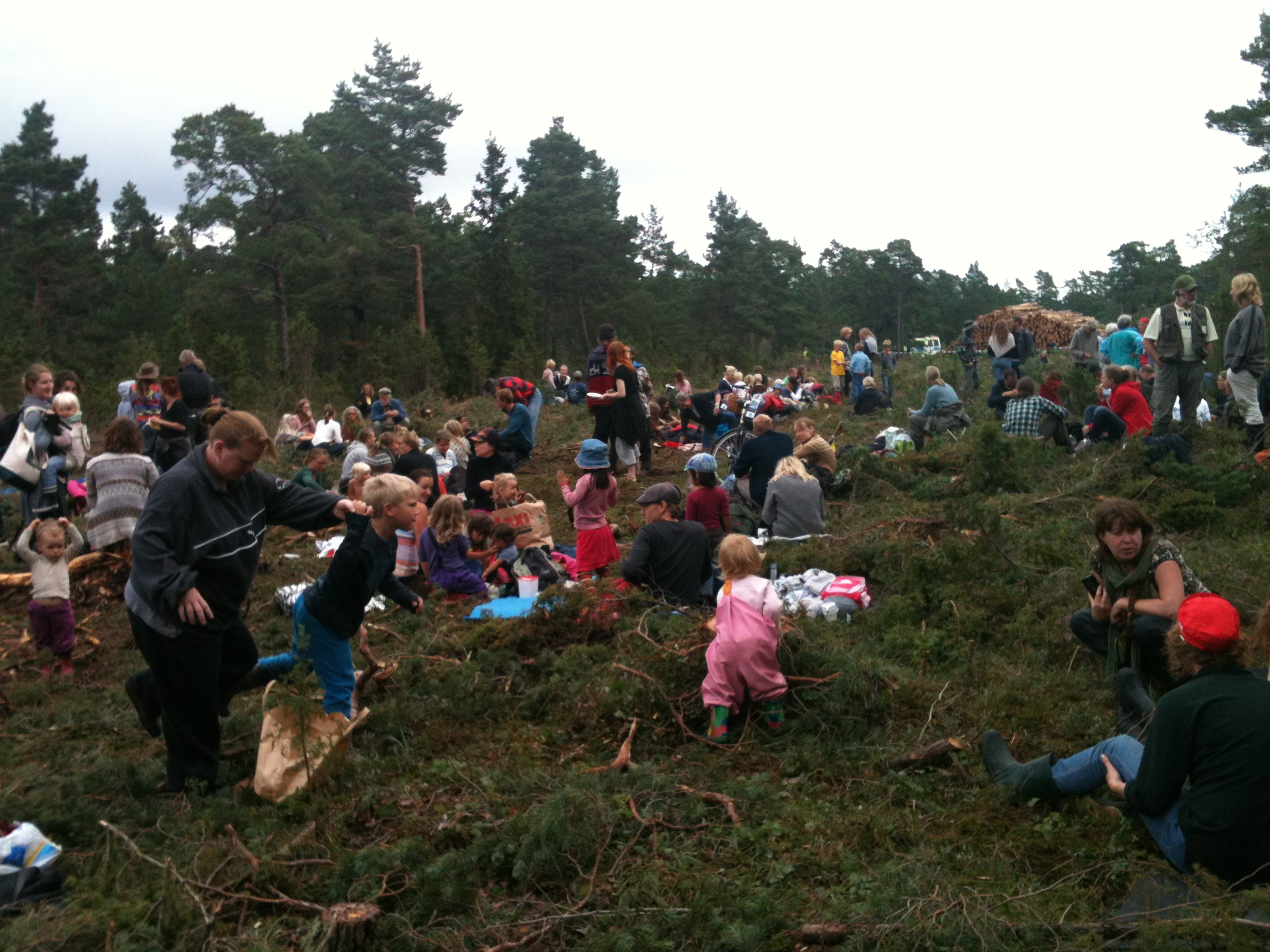
Proteste gegen die Abholzung im Wald Ojnareskogen

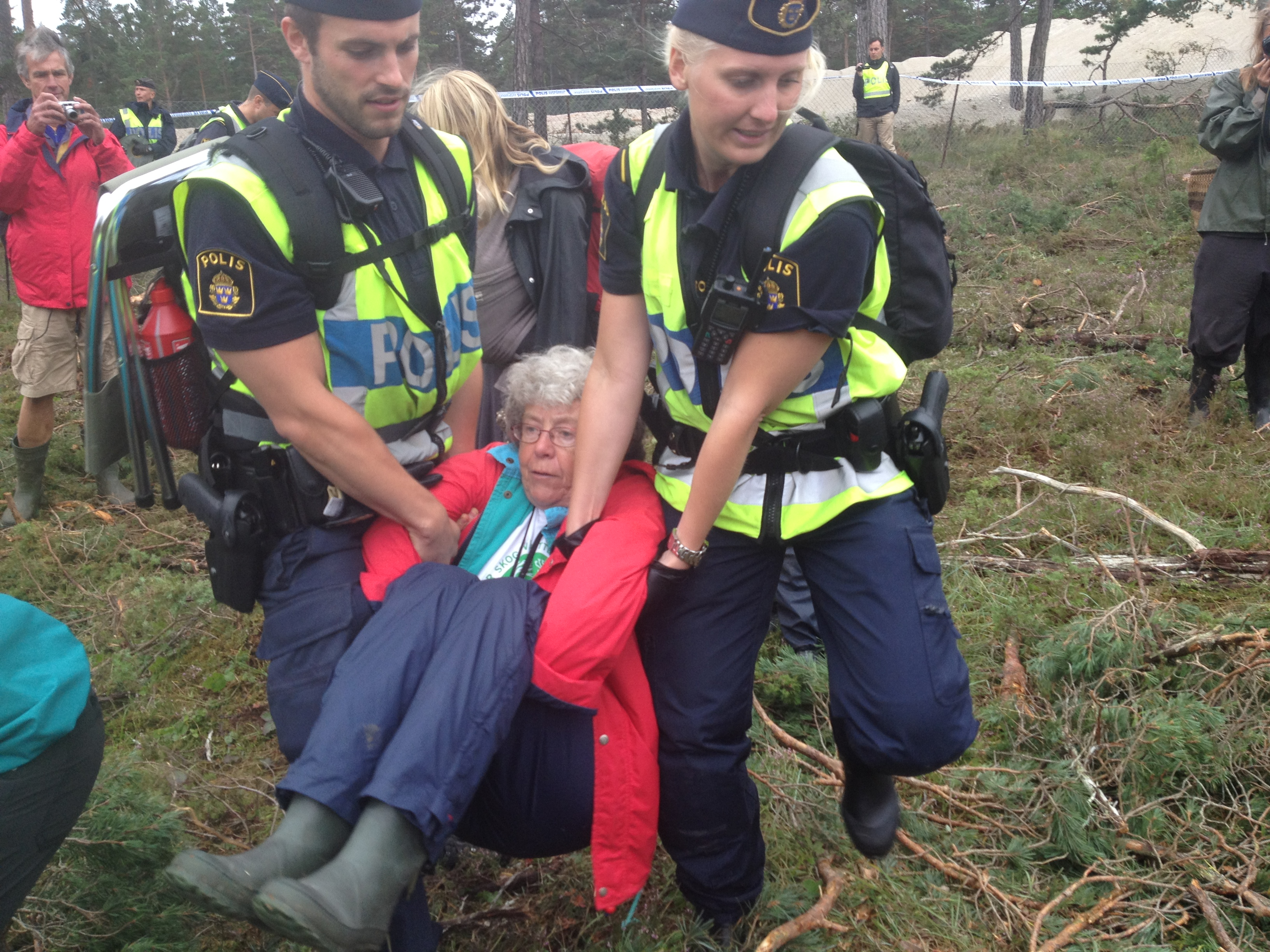
Polizeieinsatz im Ojnareskogen

Im Juli 2012 schlugen die Fältbiologerna ihr Lager im Ojnareskogen auf.
Die Fältbiologer und die Lokalbevölkerung protestierten gegen die Abholzungen vor Ort und blockierten die Maschinen.
Am 26. August 2012 kam eine große Polizeimannschaft nach Gotland und begann am 28. August 2012 ihren Einsatz.
Am 1. September 2012 wurden die Abholzungen abgebrochen, weil sich Mellanskog zurückzog. Eine große Anzahl Mitglieder hatte Mellanskog verlassen.